# Chrysopelea ornata
Chrysopelea ornata es una especie de serpiente de la familia Colubridae oriunda del subcontinente indio, sudeste asiático y las Filipinas.

## Subespecies
Son reconocidas como válidas las siguientes subespecies:
- Chrysopelea ornata ornata (Shaw, 1802)
- Chrysopelea ornata ornatissima Werner, 1925
- Chrysopelea ornata sinhaleya Deraniyalaga, 1945